# 米尔科·巴希奇
米尔科·巴希奇（1960年9月14日—），克罗地亚男子手球运动员。他曾代表南斯拉夫国家队参加1984年和1988年夏季奥林匹克运动会手球比赛，获得一枚金牌和一枚铜牌。